# Galerie Vincence Kramáře
Galerii Vincence Kramáře vybudovala v letech 1962 – 1964 Obvodní pobočka SČVU z iniciativy jejího předsedy, malíře a výtvarného kritika Františka Doležala. Výstavní prostor fungoval v přízemí činžovního domu čp. 784 na rohu ulic Československé armády a V. P. Čkalova v Praze - Bubenči do počátku 90. let, kdy byl privatizován a změněn na autosalon (později prodejna kuchyní Hanák).

## Historie
Galerie zahájila činnost dne 27. září 1964 výstavou obrazů ze sbírky dr. Vincence Kramáře (Picasso, Braque, Derain, Kubišta, Filla). Přítomna byla paní Růžena Kramářová a potomci Vincence Kramáře. Již od svého založení se galerie snažila překlenout předěl vytvořený uměle v padesátých letech a obnovit povědomí o zdrojích a kořenech českého výtvarného umění. Připomínala jména, která stála u zrodu české moderny a znovu navazovala kontakt se světovým uměleckým děním.
Profil galerie vytvářela výstavní komise, jejímiž členy byli kromě F. Doležala výtvarníci A. Novotná-Gutfreundová, L. Tichý, A. Kulda, V. Rocman, architekti J. Vaculík a J. Mrázová a teoretici H. Voňavková a V. Formánek. Náročný výstavní program se dařilo uskutečnit díky podpoře Artcentra, Národní galerie i pařížské Kahnweilerovy galerie Louise Leirisové.
Proslulý Picassův galerista Daniel-Henry Kahnweiler navštívil hned úvodní výstavu a po roce se do Prahy vrátil na výstavu Picassovy grafiky. Ve spolupráci s pařížskou galerií se podařilo představit v Praze (mnohdy poprvé) i další slavná jména. Autorské výstavy zde měl Marc Chagall, Georges Rouault, Odilon Redon, Le Corbusier, Jean René Bazaine, fotograf André Villers, sochaři Giacomo Manzú, Marta Pan.
Během sedmileté koncepční práce se v galerii uskutečnilo 60 výstav, mimo jiné retrospektivy Emila Filly, Bohumila Kubišty, Františka Tichého, Karla Teige, Jaromíra Funkeho, Františka Tröstra. Malá síň galerie představovala výtvarníky místní organizace SČVU, užité umění, práce restaurátorů a mimopražské tvůrce. Některé prestižní výstavy (Ossip Zadkine, Viera da Silva, ruský konstruktivismus) se již nepodařilo realizovat, neboť v roce 1971 byla původní výstavní komise rozpuštěna.
Síň převzal normalizační SČVU a obnovil politickou kontrolu výstavního programu. Již následujícího roku otevřel výstavu s názvem: Dokumenty o činnosti pravicově oportunistických antisocialistických a kontrarevolučních sil v ČSSR v letech 1968-69. Následovaly výstavy Sovětský politický plakát (1973) nebo Výstava ONV Praha 6 k Vítěznému únoru (1975).
Koncem 80. let se částečně dařilo vracet galerii ztracenou prestiž, ale krátce po retrospektivní výstavě k nedožitým osmdesátinám Františka Doležala v roce 1990 galerie zanikla.

## Přehled výstav (výběr)
- 1964 	Picasso, Braque, Derain, Kubišta, Filla ze sbírek Dr. Vincence Kramáře
- 1965 František Hudeček, Jaromír Funke, Georges Kars, Pablo Picasso: Grafické dílo 1905 – 1964, Odilon Redon 1840 - 1916: Grafické dílo
- 1966 Karel Valter, Karel Teige, Giacomo Manzù, Marc Chagall: Grafické dílo 1922-1962, Le Corbusier: Obrazy, plastiky, projekty, Le Corbusier II. díl
- 1967 Bohumil Kubišta, František Gross: Obrazy, Miroslav Hák: Fotografie, Ladislav Zívr: Plastiky, František Doležal, André Mason, Georges Rouault, Bedřich Feuerstein
- 1968 Emil Filla, Marta Pan, Jean Bazaine: Obrazy a kresby
- 1969 Václav Špála, Grafika tvůrčí skupiny Grafis
- 1969 James Guitet: Obrazy a grafika, Francouzská léta Františka Tichého, Picasso-Villers, Český kubismus, Jugoslávské naivní umění
- 1970 František Tröster, František Doležal, Vladimír Rocman, Charles Lapicque
- 1979 Jaroslav Paur

Připomínka historie galerie je součástí výstavy Život a dílo Františka Doležala, Galerie Skleňák, Praha 6, 8. duben – 2. květen 2021, kurátorka Jarmila Štogrová-Doležalová